# Šrávastí

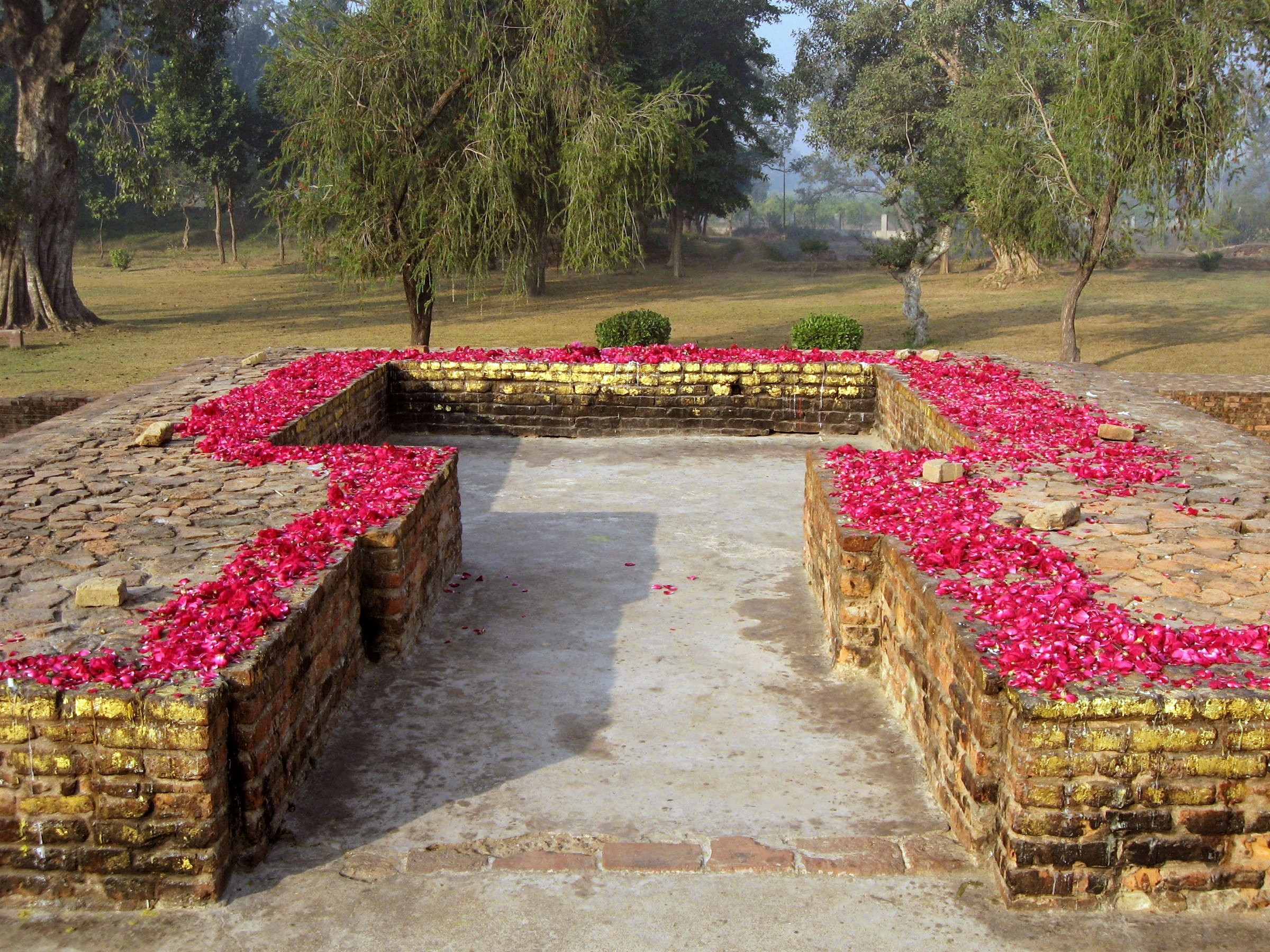
Pozůstatky zdejšího kláštera

Šrávastí ( v páli Sávatthí) bylo starověké město v Indii, jedno z šesti největších měst za doby Gautamy Buddhy (6.-5. století př. n. l.). Město se nacházelo v Indoganžské nížině v dnešním státě Uttarpradéš. V současné době jsou z města jen ruiny, avšak některé části jsou dosud dobře zachovány a jsou vyhledávaným poutním cílem jak buddhistů, tak turistů.